# Home Ground
Home Ground (titre original : Heimebane) est une série télévisée norvégienne, diffusée en 2018 et 2019, se déroulant dans le Sunnmøre, et mettant en scène une femme coach appelée à entraîner un club de football masculin. Dans un style propre aux séries nordiques, elle aborde la question des préjugés machistes et homophobes dans le sport.

## Synopsis

### Saison 1
Alors que le club de la petite ville d'Ulsteinvik, le Varg IL, vient d'être promu en ligue d'élite, son entraîneur est victime d'une attaque. Le directeur recrute la coach de l'équipe féminine, Helena Mikkelsen, femme talentueuse, et faisant peu de compromis, mais qui cherche plus à travailler sur la motivation et la volonté des joueurs et des joueuses, ainsi que sur l'esprit d'équipe. Elle emménage à Ulsteinvik avec sa fille adolescente Camilla. Première femme à entraîner un club masculin, elle fait face au machisme, à la jalousie d'un joueur écarté, Michael Ellingsen, et, par ses choix, se heurte à l'hostilité notamment du sponsor principal, mais également des supporters, qu'il lui faudra convaincre, pour permettre à l'équipe d'échapper à la relégation. Sa fille la soutient en cherchant à réaliser son rêve de cuisiner. Helena recrute notamment un jeune footballeur talentueux mais qui doit dépasser un passé d'anxiété occasionné par les erreurs de coaching de son père.

### Saison 2
Le club, comme d'ailleurs la ville et son chantier naval, traverse des difficultés financières qui amèneront à des dilemmes en matière de sponsors et d'investissement. Helena a été amenée à démissionner, mais au vu des piètres résultats de son successeur, sera réintégrée. Les ambitions sont pourtant de gagner la Coupe et de pouvoir participer aux compétitions européennes amènent à des choix difficiles, comme en matière de transferts, de tactique ou de discipline. L'équipe change avec des joueurs jeunes recrutés à l'extérieur, et ce sera un défi de maintenir l'esprit d'équipe. Camilla a choisi s'éloigner de sa mère pour trouver ce qui la portera.

## Fiche technique
- Création : Johann Fasting
- Scénario : Johann Fasting
- Réalisation : Arild Andresen
- Productrice : Vilje Kathrine Hagen
- Producteurs exécutifs : Vegard Stenberg Eriksen, Yngve Sæther
- Producteur délégué : Magnus Ramsdalen
- Photographie : Sjur Aarthun
- Casting : Celine Engebrigtsen, Mia Jensen
- Designer de production : Astrid Sætren
- Montage : Veslemøy Blokhus Langvik
- Costumes : Kristine Barlow
- Maquillage : Louise Kjær
- Son : Renate Bakke, Magnus Torkildsen
- Musique : Aslak Hartberg

## Distribution
- Ane Dahl Torp : Helena Mikkelsen, coach
- Morten Svartveit : Espen Eide, directeur du club
- Emma Bones : Camilla Mikkelsen, fille d'Helena
- John Carew : Michael Ellingsen, ancien international, sur le retour, ambitieux et dragueur
- Julia Bache-Wiig : Marianne Ellingsen, femme de Michael
- Bjarte Hjelmeland : Bjørn O. Tangsrud, principal sponsor
- Axel Bøyum : Adrian Austnes, fils talentueux d'un entraîneur castrateur,
- Josefine Agathe Hove : Sissel Renate, adolescente amante de Michael, amie de Nils, de Camilla et d'Adrian
- Even Vesterhus : Steffen, petit-ami de Camilla
- Nader Khademi : Mons Kilanger, joueur du club
- André Sørum : Otto Halsen, joueur, joueur du club, fils du précédent entraîneur
- Rolf Kristian Larsen : Eivind Brattskjær, joueur du club
- Michael Stilson : Michael Stilson, joueur du club
- Rune Sæter : Gunnar, le leader des supporters
- Endre Synnes Hagerup : Nils, ado boutonneux amoureux et ami de Camilla
- Mads Ousdal : Eirik Austnes, père d'Adrian
- Mbake Konte : Mario Diarra, joueur du club (saison 2)
- Nivethan Senthurvasan : Aron Sajuran, jeune joueur anxieux du club (saison 2)
- Bendik Mauseth : Tommy Gabrielsen, jeune joueur du club (saison 2)
- Ståle Remøy Pettersen : Kasper Fleten, jeune gardien de but du club (saison 2)
- Mariana Saastad Ottesen : Petronella Nagelsmidt, investisseuse et propriétaire du club (saison 2)
- Ole Christoffer Ertvaag : Peder Nagelsmidt, frère de Petronella, investisseur et propriétaire du club (saison 2)

## Diffusion
La série a été montrée en avant-première au festival Berlinale Series en février 2018. Elle a été diffusée du 4 mars 2018 au 7 avril 2019 sur NRK1. Elle a également été diffusée par la RTS du 1er octobre 2022 au 30 septembre 2023.

## Récompenses
La série a reçu de nombreux prix :  
- Gullruten 2018[3] : meilleure série dramatique ;
- Gullruten 2018 : meilleure actrice pour Ane Dahl Torp ;
- Gullruten 2018 : meilleur acteur pour Axel Bøyum ;
- Gullruten 2018 : meilleur scénario pour Johann Fasting ;
- Gullruten 2018 : meilleure production sonore et conception sonore pour Renate Bakke, Magnus Thorkildsen et Jan Dalehaug ;
- Nordiske seriedager Awards 2018 : meilleure série dramatique[4] ;
- Gullruten 2019[5] :  meilleur montage pour Veslemøy Blokhus Langvik ;
- Gullruten 2019 : meilleure conception graphique pour Otto Thorbjørnsen et Anette Gjertsen ;
- Gullruten 2019 : meilleure musique originale pour Aslak Hartberg ;
- Gullruten 2019 : innovation de l'année pour les effets de poussière d'étoile pour Otto Thorbjørnsen et Anette Gjertsen ;
- Nordiske seriedager Awards 2019 : meilleure série dramatique pour la saison 2[6].

## Accueil et critique
La série a été louée pour ses qualités scénaristiques et cinématographiques, avec notamment des acteurs qui jouent au football, comme l'ancien international John Carew. Issue d'un pays qui valorise le football féminin, elle dépeint le monde de football de manière réaliste, dans des aspects délicats comme la condition des joueurs qui vieillissent, le machisme ou l'homophobie, la difficulté d'intégrer la discipline, l'esprit d'équipe face aux ambitions individuelles,. Elle entre dans l'intimité des personnages avec des plans assez longs, et un jeu laissant une large place au non-dit.

## Autour de la série
La série se déroule dans le Sunnmøre, à Ulsteinvik, près de Ålesund, leur rival principal. Le véritable club s'appelle Hødd, et a adopté l'hymne du Varg. les scènes d'intérieur ont surtout été tournées à Oslo.